# Тиховский гидроузел
Тиховский гидроузел — гидротехническое сооружение на Кубани (Краснодарский край).
45°11′03″ с. ш. 38°13′07″ в. д.

## Назначение
Тиховский гидроузел — вододелительный гидроузел; створ гидроузла с пойменной компоновкой основных сооружений расположен на 117 км реки Кубань у хутора Тиховского в Краснодарском крае (Россия), в 5 км к юго-востоку от города Славянск-на-Кубани и в 50 км к западу от Краснодара, на 0,6 км выше по течению от места деления реки на два её основных дельтовых рукава: Кубань и Протоку.
Тиховский вододелительный гидроузел необходим для перераспределения стока в эти реки, в заданном режиме, в соответствии с потребностями всех отраслей водохозяйственного комплекса Нижней Кубани: рыбного хозяйства, орошения, водоснабжения, судоходства и охраны водных ресурсов. Поскольку перед гидроузлом нет никакой регулирующей емкости, работа его
рассматривалась совместно с регулированием стока Краснодарским водохранилищем.

## Расположение
Вблизи хутора Тиховский на реке Кубань. Расположен у разделения Кубани на Протоку и Кубань.
Там же берёт начало Магистральный канал, используемый для канального орошения рисоводческих хозяйств сельскохозяйственного кластера между Славянском-на-Кубани и Темрюкским заливом.
Координаты:   45°11'4"N   38°12'52"E

## История
- 1980 год — было принято решение построить гидроузел в низовьях реки Кубань, в связи с уходом большой части воды из реки Кубань в её рукав Протоку, — что часто вызывало наводнения и паводки.
- Строительство Тиховского вододелительного гидроузла (1986–2006 годы[1]), последнего в каскаде сооружений Нижней Кубани, стало одной из важнейших водохозяйственных строек на рубеже веков[2].

## Конструкция
В состав вододелительного Тиховского гидроузла входит: водоподпорные сооружения, водозаборное сооружения на ПАОС, водопроводящие сооружения, берегоукрепительные и дноукрепительные сооружения, ГТС специального назначения: 2 рыбопропускных шлюза и 2 судоходных шлюза.